# CUS Reggio Calabria
Il CUS Reggio Calabria è il Centro Universitario Sportivo dell'Università Mediterranea di Reggio Calabria. È affiliato al Centro Universitario Sportivo Italiano.

## Storia
A seguito dell'istituzione dell'Università di Reggio nel 1984, il CUS è stato istituito, partecipando per la prima volta ai campionati nazionali universitari nell'a.a. 1987-88. La nascita del Centro Universitario Sportivo Reggio Calabria è legata alla storia dell’Università degli Studi di Reggio Calabria, ateneo che è di fatto stato creato negli anni ottanta, sulla base dello IUSA, l’Istituto Universitario Statale di Architettura con la propria facoltà di Architettura, attorno a cui sono state istituite le facoltà di Ingegneria ed Agraria a Reggio, e presso la sede distaccata di Catanzaro le facoltà di Giurisprudenza e Medicina. Presso le nuove facoltà i corsi ebbero inizio nell’a.a. 1983 - 84. La nuova situazione venutasi a creare, una realtà studentesca universitaria non indifferente portò con sé il desiderio e l’esigenza di attività sportiva, da cui l’istituzione del CUS Reggio Calabria. Il Centro vide la propria nascita  nel 1988 anno in cui partecipò ai CNU primaverili con una valida rappresentanza, riportando validi risultati di squadra, e gli studenti-atleti vinsero le prime medaglie ed il Titolo di Campione Nazionale Universitario per il CUS Reggio Calabria, in lotta Greco Romana. Quella fu sola la prima di una seria di medaglie e titoli di cui il CUS Reggio ed i suoi atleti si possono fregiare, con medaglie e titoli nelle discipline che vanno dall’Atletica Leggera al Karate, dalla Lotta al Judo e al Tae Kwon Do; la partecipazione del CUS Reggio è stata inoltre meritoria nella Scherma, Tennis, Tennistavolo, Pallavolo, Pallacanestro, Calcio e Calcio a cinque, Tiro a Segno, Sci Alpino, e Windsurf. Tale attività agonistica è stata supportata da una valida attività di base, gestita dal CUS in impianti gestiti in proprio o appoggiandosi a Società qualificate a seconda dei settori specifici, ma sempre curando l’attività in prima persona. È bene ricordare tutte le attività non rivolte ad attività agonistica, ovvero tutte le attività di sportive promozionali e non rivestono un’importanza almeno pari alla precedente, se non maggiore, per uno studente universitario che necessita di alternare allo studio un giusto momento di sport. Il CUS Reggio già dal primo anno cominciò a gestire una propria struttura, cominciando con corsi di Corpo Libero, Aerobica, Potenziamento e Difesa Personale, e l’attività è cresciuta negli anni per incontrare le esigenze dei soci, e nel calendario delle attività così sono stati anche svolti i campionati interfacoltà di Calcio a 5, Pallacanestro e Pallavolo. La missione del CUS Reggio Calabria nel nuovo millennio si è allargata in ambito sportivo e sociale, con l’esigenza di creare condivisione e divulgare conoscenza per uno sport inclusivo universitario e non solo, rivolto a studenti e sportivi di ogni abilità..
Il CUS Reggio Calabria, insieme al CUS Messina ha ospitato il campionato mondiale universitario di Baseball del 2002 e nel maggio 2013 si è svolto, per la prima volta in Calabria, il 68º Convegno Nazionale dei Centri Universitari sportivi Italiani.

## Campionati
Pallacanestro
Il CUS conta su una squadra maschile di Pallacanestro che disputa il campionato di promozione.